# Xian Xinghai
Xian Xinghai (Sinn Sing Hoi) (født 13. juni 1905 i Macau, Kina,  død 30. oktober 1945 i Moskva, Sovjetunionen) var en kinesisk komponist, violinist, pianist og rektor.
Xinghai, hvis forældre var af tanka-etnicitet, studerede violin og klaver på Shanghai Musikkonservatorium. Han tog senere til Frankrig (1929), hvor han studerede komposition privat hos Vincent d'Indy og på Musikkonservatoriet i Paris (1934) hos Paul Dukas som den første kinesiske student. Han hørte ligeledes til en af de første generationer af kinesiske komponister, som studerede vestlig klassisk musik. Xinghai skrev to symfonier, orkesterværker, kammermusik, en opera, korværker, koncerter, vokalmusik, kantater, rapsodier etc. Han fik tildelt titlen som Folkets Komponist af den kinesiske regering, grundet sin betydning for kinesisk musik. Xinghai var ligeledes rektor for musikafdelingen på Lux Un Instituttet for Kunst. Han blev i 1945 under et besøg i Moskva i Sovjetunionen indlagt med lungebetændelse og døde i en alder af 40 år.

## Udvalgte værker
- Symfoni nr. 1 "Den nationale befrielse" (1940) - for orkester
- Symfoni nr. 2 "Den hellige krig" (1942) - for orkester
- "Den gule flods kantate" (1939) - for kor
- "Kinesisk rapsodi" (1945) - for blæsere og strygeorkester